# Bellewstown

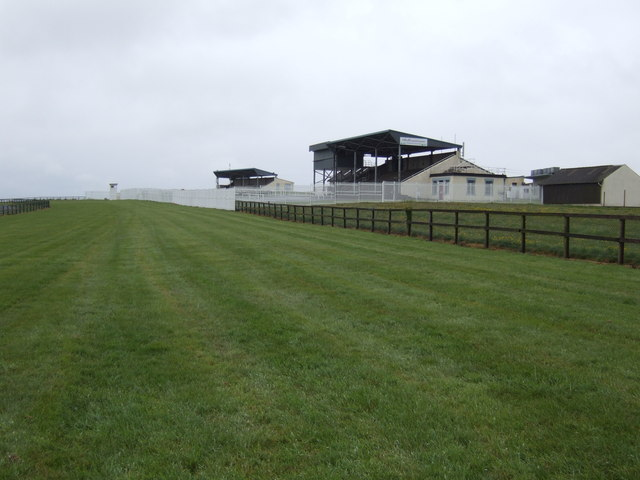
Le terrain de courses où se jouait la Yellow Sam Betting Coup.

Bellewstown (en irlandais, Baile an Bheileogaigh) est un village situé à 8 km au sud de Drogheda, sur la colline de Crockafotha, dans le comté de  Meath en Irlande.

## Les courses à Bellewstown
En 1780, George Tandy, ancien maire de Drogheda et frère de James Napper Tandy, persuada le  roi George III de parrainer une course à Bellewstown. La course s'appelait His Majesty's Plate et fut dotée d'une somme de 100 £.
La tradition des courses de chevaux d'été à l'hippodrome de Bellewstown remonte à des siècles. Le premier record de course apparaît dans l'édition d'août de la "Dublin Gazette" et du "Weekly Courier" en 1726. À l'origine, se trouvait un terrain de cricket au milieu de la piste de course. Les courses continuent d'avoir lieu sur une base annuelle, au cours de l'été. Deux réunions s'y tiennent chaque année, comprenant quatre jours en juillet et deux jours en août. La piste est un parcours gaucher d'un mile et un furlong, avec à la fois des courses de plat et de course d'obstacles.

## Services
Une école primaire, une église catholique, un pub, un club GAA, un hippodrome et un terrain de golf constituent les équipements du village.

## Personnalités
James Clarence Mangan a utilisé 'P.V. M'Guffin, Bellewstown' comme nom d'écrivain parmi tous ceux employés.